# علیرضا کمالی
علیرضا کمالی‌نژاد (زادهٔ ۲۷ اردیبهشت ۱۳۵۹) بازیگر ایرانی است. او فارغ‌التحصیل رشتهٔ بازیگری از دانشکدهٔ هنرهای زیبای دانشگاه تهران است. او همزمان با تحصیل در رشته بازیگری، در زمینهٔ نمایش عروسکی نیز سابقه فعالیت در حوزه هنری تهران را داشته‌است. به گونه‌ای که پس از سه سال همکاری با این مرکز به عنوان بهترین بازیگر مرد نهمین جشنواره بین‌المللی تئاتر دفاع مقدس و مقاومت انتخاب و معرفی گردید.
اولین تجربه بازیگری کمالی‌نژاد با بازی در نقش شمایل علی اکبر در سریال ثارالله شکل گرفت. اولین حضور وی به صورت جدی در عرصه سینما و تلویزیون، در سال ۱۳۸۲ و در سریال شیخ بهایی به کارگردانی شهرام اسدی می‌باشد که وی به عنوان دستیار کارگردان فعالیت می‌نمود. او در سال ۱۳۸۷ در فیلم سینمایی ملک سلیمان ایفای نقش کرد که با نقدهای مثبتی همراه بود. وی با بازی در مجموعهٔ پوست شیر (۱۴۰۱–۱۴۰۲) برندهٔ جایزهٔ بهترین بازیگر مرد درام از بیست و دومین  جشن دنیای تصویر شد.

## فیلم‌شناسی

### فیلم
| سال         | عنوان                       | کارگردان         |
| ----------- | --------------------------- | ---------------- |
| ۱۳۸۲        | سفر                         | مهرداد خوشبخت    |
| ۱۳۸۳        | جنگ کودکانه                 | ابوالقاسم طالبی  |
| ۱۳۸۴        | سفر                         | علیرضا سبزواری   |
| ۱۳۸۴        | فقط چشمهاتو ببند            | علیرضا امینی     |
| ۱۳۸۵        | پایان راه                   | افسانه منادی     |
| ۱۳۸۵        | دستهای خالی                 | ابوالقاسم طالبی  |
| ۱۳۸۶ – ۱۳۸۷ | ملک سلیمان                  | شهریار بحرانی    |
| ۱۳۸۷        | در آغاز یک روز              | بهرام توکلی      |
| ۱۳۸۸        | آخرین برگشتی                | امیر احمد انصاری |
| ۱۳۸۹        | گلوگاه شیطان                | حمید بهمنی       |
| ۱۳۸۹        | پس از مه                    | بهرام صحیحی      |
| ۱۳۹۰        | به فاصله یک‌ نفس             | امیر احمد انصاری |
| ۱۳۹۰        | اینجا شهر دیگری است         | احمد رضا گرشاسبی |
| ۱۳۹۱        | عقاب صحرا                   | مهرداد خوشبخت    |
| ۱۳۹۱        | برگشت‌ ناپذیر                | امیر احمد انصاری |
| ۱۳۹۱        | پوست انداختن                | سیامک صرافت      |
| ۱۳۹۲        | سه ماهی                     | حمیدرضا قربانی   |
| ۱۳۹۲        | ذهن خاموش                   | مهرداد خوشبخت    |
| ۱۳۹۳        | چرک‌نویس                     | علی جناب         |
| ۱۳۹۳        | هاری                        | امیر احمد انصاری |
| ۱۳۹۴        | در سکوت                     | ژرژ هاشم‌زاده     |
| ۱۳۹۴        | خانه ای در خیابان چهل و یکم | حمید رضا قربانی  |
| ۱۳۹۵        | سد معبر                     | محسن قرائی       |
| ۱۳۹۵        | خانه کاغذی                  | مهدی صباغ زاده   |
| ۱۳۹۵        | ملاقات شیشه ای              | یوسف حاتمی کیا   |
| ۱۳۹۶        | شاه‌کش                       | وحید امیرخانی    |
| ۱۳۹۷        | سمفونی نهم                  | محمدرضا هنرمند   |
| ۱۳۹۷        | معکوس                       | پولاد کیمیایی    |
| ۱۳۹۷        | هفت و نیم                   | نوید محمودی      |
| ۱۳۹۸        | آبادان یازده ۶۰             | مهرداد خوشبخت    |
| ۱۳۹۸        | شاهین                       | سالار طهرانی     |
| ۱۳۹۹        | شب، داخلی، دیوار            | وحید جلیلوند     |
| ۱۳۹۹        | تک‌تیرانداز                  | علی غفاری        |
| ۱۳۹۹        | در جهنم باران نمیبارد       | زهرا شاه حاتمی   |
| ۱۴۰۳        | موسی کلیم‌الله               | ابراهیم حاتمی‌کیا |

### تلویزیون
| سال  | عنوان          | کارگردان          | نقش                |
| ---- | -------------- | ----------------- | ------------------ |
| ۱۳۶۶ | تئاتر نوجوانان | کریم اکبری مبارکه |                    |
| ۱۳۸۲ | ثارالله        | شهریار بحرانی     |                    |
| ۱۳۸۳ | دوباره زندگی   | نادر مقدس         |                    |
| ۱۳۸۴ | نرگس           | سیروس مقدم        | اسماعیل (همسر پری) |
| ۱۳۸۴ | راز ققنوس      | نادر مقدس         |                    |
| ۱۳۸۵ | گل بارون زده   | عباس رنجبر        |                    |
| ۱۳۸۶ | نردبام آسمان   | محمد حسین لطیفی   |                    |
| ۱۳۸۷ | شهر دقیانوس    | مهرداد خوشبخت     |                    |
| ۱۳۸۸ | شوق پرواز      | یدالله صمدی       |                    |
| ۱۳۹۲ | میلیاردر       | علیرضا امینی      | منصور (همسر آذر)   |
| ۱۳۹۳ | انقلاب زیبا    | بهرنگ توفیقی      | حامد (همسر زیبا)   |
| ۱۳۹۵ | نفس            | جلیل سامان        | روزبه              |
| ۱۳۹۷ | لحظهٔ گرگ و میش | همایون اسعدیان    | احسان وحدت         |
| ۱۳۹۸ | وارش           | احمد کاوری        |                    |

### نمایش خانگی
| سال  | عنوان         | کارگردان                 | نقش                       |
| ---- | ------------- | ------------------------ | ------------------------- |
| ۱۴۰۳ | بازنده        | امین حسین‌پور             | کاراگاه حامد کیانی        |
| ۱۴۰۱ | پوست شیر      | جمشید محمودی             | رضا عبداللهی (رضا پروانه) |
| ۱۴۰۰ | آهوی من مارال | مهرداد غفارزاده          | نایب                      |
| ۱۴۰۰ | آنها          | میلاد جرموز مهدی آقاجانی |                           |
| ۱۳۸۹ | قلب یخی       | محمد حسین لطیفی          | مسعود                     |

## جوایز و نامزدی‌ها
- بهترین بازیگر مرد در نهمین جشنواره بین‌المللی تئاتر دفاع مقدس و مقاومت
- کاندید بهترین بازیگر مکمل مرد برای فیلم سه ماهی در پنجمین جشنواره بین‌المللی فیلم شهر
- جایزه ویژه هیئت داوران از سیزدهمین جشنواره بین‌المللی فیلم دفاع مقدس و مقاومت
- کاندید تندیس حافظ بهترین بازیگر مرد درام برای سریال نفس از هجدهمین جشن دنیای تصویر
- بهترین بازیگر مرد درام برای سریال پوست شیر از بیست و دومین جشن دنیای تصویر
- نشان سیف الله داد برای بهترین بازیگر مرد مؤثر شبکه نمایش خانگی برای سریال پوست شیر از چهارمین آیین سپاس